# Vrh šikmý
Vrh šikmý je pohyb tělesa v tíhovém poli, při kterém počáteční rychlost svírá s horizontem nenulový elevační úhel.
Při kladném elevačním úhlu (0° < α < 90°) se jedná o vrh šikmý vzhůru, při záporném (−90° < α < 0°) o vrh šikmý dolů (při nulovém elevačním úhlu se jedná o vrh vodorovný).
Pokud vrh probíhá ve vakuu a uvažujeme-li pouze homogenní tíhové pole (např. reálný případ vrhů relativně malou rychlostí v malých výškách nad povrchem astronomických těles bez atmosféry), pohybuje se těleso po parabole, ve vzduchu (tzn. s nezanedbatelným odporem vzduchu) po tzv. balistické křivce.

## Matematický model
Předpokládejme, že těleso má počáteční rychlost v0 svírající s vodorovným směrem elevační úhel α. Následný pohyb (ve vakuu, resp. při zanedbání odporu vzduchu) se skládá z rovnoměrného přímočarého pohybu touto rychlostí v původním směru (tímto směrem položíme osu x) a z volného pádu (tedy rovnoměrně zrychleného pohybu) ve směru tíhového zrychlení g, který lze ztotožnit s pohybem ve směru osy y. Ve směru osy z tedy pohyb neprobíhá (trajektorií tedy bude rovinná křivka).
Proto platí:
{\displaystyle x=x_{0}+v_{0}t\cos {\alpha }},
{\displaystyle y=y_{0}+v_{0}t\sin {\alpha }-{\frac {1}{2}}gt^{2}}.
Vyloučením času {\displaystyle t} a přesunem počátku soustavy souřadnic do bodu {\displaystyle [x_{0},y_{0}]} získáme rovnici trajektorie šikmého vrhu:
{\displaystyle y=x\operatorname {tg} {\alpha }-{\frac {gx^{2}}{2v_{0}^{2}\cos ^{2}{\alpha }}}}
Pro vrh šikmý vzhůru lze z této rovnice určit maximální dosaženou výšku:
{\displaystyle y_{\mathrm {max} }={\frac {v_{0}^{2}\sin ^{2}{\alpha }}{2g}}}
a délku vrhu (tedy vzdálenost, po které těleso klesne do původní výšky), neboli dostřel:
{\displaystyle d={\frac {v_{0}^{2}}{g}}\sin {2\alpha }}
Z rovnic vyplývá, že maximální výšky vrhu lze dosáhnout pod úhlem 90° a největšího dostřelu pod úhlem 45°.

## Speciální případy
- Volný pád – Počáteční rychlost je nulová a pro rychlost dostáváme vztah {\displaystyle v=gt}. Dráha, kterou těleso urazí od počátku do času {\displaystyle t} je {\displaystyle s={\frac {1}{2}}gt^{2}}.
- Vrh svislý vzhůru – Celý pohyb probíhá pouze ve směru osy y (elevační úhel {\displaystyle \alpha ={\frac {\pi }{2}}=+90^{\circ }}). Počáteční rychlost {\displaystyle v_{0}} je nenulová (pro nulovou počáteční rychlost by se jednalo o volný pád). Pro rychlost pak dostaneme vztah {\displaystyle v=v_{0}-gt}. Vzdálenost (okamžitá výška) tělesa nad bodem, z něhož bylo vrženo, je dána vztahem {\displaystyle s=v_{0}t-{\frac {1}{2}}gt^{2}}. V nejvyšším bodě výstupu je rychlost nulová. Odsud získáme dobu výstupu {\displaystyle T={\frac {v_{0}}{g}}}. Dosazením do vztahu pro dráhu dostaneme po úpravě výšku výstupu {\displaystyle h={\frac {v_{0}^{2}}{2g}}}. Z nejvyššího bodu trajektorie padá těleso zpět volným pádem a bodu, z něhož bylo vrženo dosáhne za dobu, která se rovná době výstupu.
- Vrh svislý dolů – Volný pád se skládá s rovnoměrným pohybem ve stejném směru. Jedná se o speciální případ šikmého vrhu s elevačním úhlem {\displaystyle \alpha =-{\frac {\pi }{2}}=-90^{\circ }}, celý pohyb probíhá pouze ve směru osy y.
- Vrh vodorovný – Při vodorovném vrhu směřuje počáteční rychlost ve směru osy x (elevační úhel {\displaystyle \alpha =0}). Délka vrhu je vzdálenost, za kterou dojde ke změně y-ové souřadnice o velikost {\displaystyle h}. Platí pro ni doba letu {\displaystyle T={\sqrt {\frac {2h}{g}}}}. Dosazením doby letu do vztahu pro x-ovou souřadnici získáme délku vrhu {\displaystyle d=v_{0}{\sqrt {\frac {2h}{g}}}}.

## Ochranná parabola

Trajektorie šikmých vrhů pod různými elevačními úhly, ale stejnou počáteční rychlostí 10 m/s; obálka těchto trajektorií je ochranná parabola (t = čas, T = doba letu, R = dostřel (maximální vzdálenost), H = nejvyšší bod trajektorie)

Všechny trajektorie šikmých vrhů stejnou rychlostí {\displaystyle v_{0}} pod různými elevačními úhly {\displaystyle \alpha } vytváří množinu trajektorií, jejichž obálkou je křivka zvaná ochranná parabola. Body za ochrannou parabolou nemohou být při rychlosti vrhu {\displaystyle v_{0}} zasaženy.
Rovnici ochranné paraboly lze odvodit z rovnice trajektorie šikmého vrhu. Tu lze upravit do tohoto tvaru:
{\displaystyle y=x\operatorname {tg} {\alpha }-{\frac {gx^{2}(1+\operatorname {tg} ^{2}{\alpha })}{2v_{0}^{2}}}}
Na tuto rovnici lze pohlížet jako na kvadratickou rovnici pro proměnnou {\displaystyle \operatorname {tg} {\alpha }}. Body ležící na ochranné parabole mohou být zasaženy pouze pod jedním elevačním úhlem {\displaystyle \alpha }. Hledáme tedy body, pro které bude mít tato rovnice právě jedno řešení, její diskriminant tedy bude roven nule:
{\displaystyle D=x^{2}-4{\frac {x^{2}g}{2v_{0}^{2}}}(y+{\frac {x^{2}g}{2v_{0}^{2}}})=0}
Po úpravě získáme rovnici ochranné paraboly:
{\displaystyle y={\frac {v_{0}^{2}}{2g}}-{\frac {x^{2}g}{2v_{0}^{2}}}}

## Omezení použitého modelu

### Uvážení odporu prostředí

Trajektorie vrhů šikmých vzhůru pro různé počáteční rychlosti s uvážením odporu prostředí (balistické křivky)

Při pohybu v prostředí s nezanedbatelným odporem opisuje vržené těleso (projektil) asymetrickou balistickou křivku, u které je délka vrhu kratší než u pohybu při zanedbání odporu vzduchu. Matematické modely závisejí na způsobu popisu sil odporu prostředí.
- Odporovou sílu při laminárním obtékání projektilu lze přibližně popsat jako přímo úměrnou viskozitě prostředí a první mocnině okamžité rychlosti.
- Odporovou sílu při turbulentním obtékání projektilu lze přibližně popsat jako přímo úměrnou hustotě tekutiny, ploše příčného průřezu a druhé mocnině okamžité rychlosti.
- Odporová síla při obtékání projektilu pohybujícího se rychlostí blízkou rychlosti zvuku má závislost na rychlosti složitější.

Odporové síly také silně závisejí na geometrickém tvaru projektilu. Při nesymetrickém tvaru vzhledem ke směru pohybu je navíc nutno uvažovat příčné silové působení dynamického vztlaku), který souvisí s rozdíly tlaku v prostředí na různých stranách tělesa způsobenými rozdílnou rychlostí obtékání podle Bernoulliho rovnice.
Po započtení odporových sil zjistíme, že největšího dostřelu lze dosáhnout při elevačním úhlu asi 42° 

### Uvážení nehomogenního pole
Pro případy, kdy sice lze zanedbat odpor prostředí, ale gravitační pole již nelze považovat po celé dráze pohybu za homogenní (tedy vrhy velkou rychlostí nebo ve vzdálenostech srovnatelných s rozměry astronomického tělesa, které je hlavním zdrojem gravitačního pole), je vhodným přiblížením pohyb v centrálním gravitačním poli kolem hmotného středu takového tělesa. Při nezanedbatelné hmotnosti vrženého tělesa se pak hovoří o Keplerově úloze.